# Artikelnummer
Die Artikelnummer bezeichnet einen lagergeführten Artikel. In Distributionssystemen können verschiedene Artikelnummern den gleichen Artikel an verschiedenen Orten bezeichnen. Zu den gebräuchlichen Systemen von Artikelnummern gehören die Global Trade Item Number (GTIN), deren Variante European Article Number (EAN) und der Universal Product Code (UPC). Von der Artikelnummer abzugrenzen ist die Seriennummer und die Stock Keeping Unit (SKU).

## Verwendung

### Lagerhaltung
Artikelnummern dienen betriebsintern zur Bestandssteuerung. Dabei sind verschiedene Lagerhaltungspolitiken gebräuchlich:
- Bei der (s,q)-Lagerhaltungspolitik (Bestellmengenverfahren) wird eine Bestellung der Höhe q ausgelöst, wenn der Lagerbestand auf die Höhe des Bestellungpunktes s gesunken ist.
- Bei der (r,S)-Lagerhaltungspolitik (Bestellzeitverfahren) wird jeweils nach r Perioden eine Bestellung ausgelöst. Die Bestellmenge ergibt sich aus der Differenz des Bestellniveaus S und dem aktuellen disponiblen Lagerbestand.[3]

### Scanner-Kassen
Die European Article Number dient insbesondere dem Handel zur Erfassung und Abrechnung verkaufter Artikel, indem sie am Verkaufsort durch Scannerkassen in die EDV der Warenwirtschaft eingelesen wird.

## Eigenschaften
- Eine und dieselbe Artikelnummer wird zur eindeutigen (Wieder-)Erkennung nur eines Artikels vergeben. Mehr als ein Artikel darf also nicht auf einer Artikelnummer geführt werden. Auch Varianten müssen unterschiedliche Artikelnummern haben.
- Ein und demselben Artikel werden dagegen im Lauf der Herstellung, Lagerung, Versendung oder Veräußerung in der Regel mindestens zwei Artikelnummern zugeordnet:
  - für den externen Gebrauch, beispielsweise um Kunden die Identifikation und Bestellung einzelner Artikel zu erleichtern
  - um internen Verwaltungszwecken zu genügen.

Formal enthalten Artikelnummern
- nur numerische Zeichen wie etwa die European Article Number
- alphanumerische Zeichen, also Kombinationen von Ziffern und anderen Buchstaben

Dargestellt werden die Artikelnummern
- in durch den Menschen direkt lesbaren Zeichen
- als optoelektronisch lesbarer Strichcode, wie beispielsweise der Universal Product Code

Einige Anbieter verwenden auch extern Artikelnummern, die nicht der GTIN entsprechen.